# Петржалка (футбольный клуб)
«Петржалка» (словац. FC Petržalka) — словацкий футбольный клуб из Братиславы. Располагается в братиславском районе Петржалка (словац. Petržalka, нем. Engerau).

## История
В сезоне 2005/06, Артмедиа добилась наивысшего результата для словацкого футбола. Переиграв в квалификационных раундах «Кайрат» (0-2, 4-1), «Селтик» (5-0, 0-4) и «Партизан» (0-0, 0-0 пен. 4-3), Артмедиа вышла в групповой этап Лиги Чемпионов. В группе, Петржалка набрала 6 очков, обыграв Порту (3-2, 0-0), и дважды сыграв вничью с Рейнджерс (2-2, 0-0). Артмедиа заняла 3 место, что позволило выступить в 1/16 кубка УЕФА, где Петржалка была разбита «Левски» (0-2, 0-3).

## Достижения
- Чемпион Словакии (2): 2004/05, 2007/08
- Вице-чемпион Словакии (3): 2002/03, 2005/06, 2006/07
- Обладатель Кубка Словакии (2): 2004, 2008
- Финалист Кубка Словакии (2): 2005, 2009

## Прежние названия
- 1898 — «ПТЕ» (венг. PTE, Pozsonyi Torna Egyesület)
- 1919 — «ПТЕ» (венг. PTE, Polgári Torna Egyesület)
- 1939—1945 — «Энгерау» (нем. Engerau Pressburg)
- 1953 — «Ковосмалт» (словац. Kovosmalt Bratislava)
- 1956 — «Спартак-Космалт» (словац. Spartak Kovosmalt Bratislava)
- 1963 — «Поважске Строярне» (словац. TJ Považské Strojárne Bratislava)
- 1965 — «Спартак Скларске строе» (словац. Spartak Sklárske stroje Bratislava)
- 1974 — «СКС» (словац. TJ SKS Bratislava)
- 1976 — «ЗТС Петржалка» (словац. TJ ZTS Petržalka)
- 1986 — Объединился с клубом «Интер-Словнафт» (Братислава) в «Интер-Словнафт ЗТС» (словац. TJ Internacionál Slovnaft ZŤS Bratislava), в 1990 году снова выделился в самостоятельный клуб.
- 1990 — «ЗТС Петржалка» (словац. TJ ZŤS Petržalka)
- 1990 — «Гидроника Петржалка» (словац. 1. FC Hydronika Petržalka)
- 1991 — «Петржалка» (словац. 1. FC Petržalka)
- 1993 — «Артмедиа Петржалка» (словац. FK Artmedia Petržalka)
- 2005 — «Артмедиа» (словац. FC Artmedia Bratislava)
- 2007 — «Артмедиа Петржалка» (словац. FC Artmedia Petržalka)
- 2009 — «Петржалка» (словац. MFC Petržalka)
- 2011 — «Петржалка 1898» (словац. FC Petržalka 1898)